# Ursulinas Misioneras del Sagrado Corazón
La Congregación de Hermanas Ursulinas Misioneras del Sagrado Corazón (en latín: Congregatione Sororum Santae Ursulae a Corde Jesu) es un instituto religioso católico femenino, de vida apostólica y de derecho pontificio, fundado en 1578 por la religiosa italiana Maddalena Molinari en Parma. A las religiosas de este instituto se les conoce como ursulinas del Sagrado Corazón o ursulinas de Parma y posponen a sus nombres las siglas O.M.S.C.

## Historia
La congregación tiene su origen en una asociación de mujeres formada por la viuda Lucia Zanacchi, en Parma (Italia), en 1578, que vivían en un conservatorio con el objetivo de atender a jóvenes huérfanas. Estas mujeres eran conocidas como las «hijas del socorro», debido a que se dedicaban a pedir limosnas para el sostenimiento de las huérfanas. El duque Ottavio Farnese tomó la obra bajo su protección y se la dejó al cuidado de un grupo de laicas conocidas como «damas ursulinas». Las mujeres miembros del conservatorio no hacían votos religiosos y no tenían ninguna afiliación con la Orden de Santa Úrsula.
En 1578 la comunidad era dirigida por Maddalena Molinari, considerada la fundadora del instituto, quien en 1590 se sometió a la autoridad de la Compañía de Jesús, quienes le aconsejaron de profesar los votos religiosos. Las constituciones fueron aprobadas por el duque Ranuccio I Farnese, en 1623, gracias a las diligencias de la sucesora de Molinari, Vittoria Masi, considerada también fundadora o cofundadora del instituto.
El instituto fue aprobado por el papa León XII, mediante decretum laudis de 1827, pero no fue hasta 1886, bajo la dirección de Maria Lucrezia Zileri dal Verme que el instituto se convirtió en una congregación religiosa centralizada. La reforma fue aprobada por el papa León XIII el 8 de mayo de 1899. En 1977 adoptaron el nombre actual.

## Religiosas ilustres
Entre los personajes importantes de la congregación resaltan las figuras de las fundadoras Maddalena Molinari y Vittoria Masi. En el primer grupo de ursulinas de este instituto se encontraba María Antonieta de Borbón-Parma, hija del duque Fernando I de Parma y de María Amelia de Habsburgo-Lorena. La reforma llevada a cabo por la religiosa parmese Maria Lucrezia Zileri dal Verme y su fama de santidad ha llevado a que se introduzca su proceso de beatificación, hoy (2019) es considerada venerable en la Iglesia católica.

## Organización
La Congregación de Hermanas Ursulinas Misioneras del Sagrado Corazón es un instituto religioso de derecho pontificio y centralizado, cuyo gobierno es ejercido por una superiora general. La sede central se encuentra en Bad Neuenahr-Ahrweiler (Francia).
Las ursulinas de Parma se dedican a la educación y formación cristiana de las jóvenes. A ellas dedican muchas de sus obras: colegios, asilos, instituciones de formación técnica y profesional, hospederías, etc. En 2017, el instituto contaba con 162 religiosas y 23 comunidades, presentes en Australia, Filipinas, Italia, Japón y Taiwán.